# Grèce aux Jeux olympiques de 1908
L'équipe olympique grecque participe aux Jeux olympiques d'été de 1908 à Londres. Elle y remporte 4 médailles : trois en argent et une en bronze, se situant au quinzième rang au tableau des médailles. Le lanceur de disque Nikolaos Georgantas est le porte-drapeau d'une délégation grecque comptant 20 sportifs.

## Bilan général
| Place | Sport      | Médaille d'or, Jeux olympiques | Médaille d'argent, Jeux olympiques | Médaille de bronze, Jeux olympiques | Total |
| 1     | Athlétisme | 0                              | 3                                  | 0                                   | 3     |
| 2     | Tir        | 0                              | 0                                  | 1                                   | 1     |
| Total | Total      | 0                              | 3                                  | 1*                                  | 4     |

## Médailles

### Médailles d'argent
| Sport                  | Discipline                 | Sportifs                 | Performance |
| Médailles d'argent : 3 |                            |                          |             |
| Athlétisme             | Saut en longueur sans élan | Konstantinos Tsiklitiras | 3,23 m      |
| Athlétisme             | Saut en hauteur sans élan  | Konstantinos Tsiklitiras | 1,55 m      |
| Athlétisme             | Javelot style libre        | Michalis Dorizas         | 51,36 m     |

### Médaille de bronze
| Sport                  | Discipline      | Sportifs           | Performance |
| Médaille de bronze : 1 |                 |                    |             |
| Tir                    | Fosse olympique | Anastasios Metaxas |             |

## Résultats

### Athlétisme
Hommes
Courses
| Athlète                | Épreuve     | Séries      | Séries      | Demi-finales | Demi-finales | Finale  | Finale  |
| Athlète                | Épreuve     | Temps       | Rang        | Temps        | Rang         | Temps   | Rang    |
| ---------------------- | ----------- | ----------- | ----------- | ------------ | ------------ | ------- | ------- |
| Georgios Skoutarides   | 100 m       | 11 s 9      | 2e          | Éliminé      | Éliminé      | Éliminé | Éliminé |
| Mikhail Paskalides     | 100 m       | Inconnu     | 4e          | Éliminé      | Éliminé      | Éliminé | Éliminé |
| Mikhail Paskalides     | 200 m       | Inconnu     | 2e          | Éliminé      | Éliminé      | Éliminé | Éliminé |
| Stefanos Demitrios     | 1500 m      | Non courues | Non courues | Inconnu      | 4e           | Éliminé | Éliminé |
| Georgios Skoutarides   | 110 m haies | Inconnu     | 2e          | Éliminé      | Éliminé      | Éliminé | Éliminé |
| Georgios Koulouberdas  | 5 miles     | Non courues | Non courues | Abandon      | Abandon      | Éliminé | Éliminé |
| Georgios Koulouberdas  | Marathon    | Non courues | Non courues | Non courues  | Non courues  | Abandon | Abandon |
| Anastasios Koutoulakis | Marathon    | Non courues | Non courues | Non courues  | Non courues  | Abandon | Abandon |

Concours
| Athlète                  | Épreuve                    | Finale      | Finale                             |
| Athlète                  | Épreuve                    | Performance | Rang                               |
| ------------------------ | -------------------------- | ----------- | ---------------------------------- |
| Dimitrios Muller         | Triple saut                | 13,09 m     | 10e                                |
| Georgios Banikas         | Saut à la perche           | 3,50 m      | 6e                                 |
| Stefanos Kountouriotis   | Saut à la perche           | 3,25 m      | 9e                                 |
| Konstantinos Tsiklitiras | Saut en hauteur sans élan  | 1,55 m      | Médaille d'argent, Jeux olympiques |
| Konstantinos Tsiklitiras | Saut en longueur sans élan | 3,23 m      | Médaille d'argent, Jeux olympiques |
| Michális Dórizas         | Lancer du poids            | Inconnu     | NC                                 |
| Nikolaos Georgantas      | Lancer du poids            | Inconnu     | NC                                 |
| Michális Dórizas         | Lancer du disque           | Inconnu     | NC                                 |
| Nikolaos Georgantas      | Lancer du disque           | Inconnu     | NC                                 |
| Kharalambos Zouras       | Lancer du javelot          | Inconnu     | NC                                 |
| Michális Dórizas         | Disque grec                | 33,34 m     | 5e                                 |
| Nikolaos Georgantas      | Disque grec                | 33,21 m     | 6e                                 |
| Michális Dórizas         | Javelot style libre        | 51,36 m     | Médaille d'argent, Jeux olympiques |
| Kharalambos Zouras       | Javelot style libre        | 48,61 m     | 4e                                 |
| Nikolaos Georgantas      | Javelot style libre        | Inconnu     | NC                                 |

### Cyclisme
| Athlète              | Épreuve        | Séries      | Séries      | Demi-finales | Demi-finales | Finale  | Finale  |
| Athlète              | Épreuve        | Temps       | Rang        | Temps        | Rang         | Temps   | Rang    |
| -------------------- | -------------- | ----------- | ----------- | ------------ | ------------ | ------- | ------- |
| Ioannis Santorinaios | 20 kilomètres  | Non courues | Non courues | Abandon      | Abandon      | Éliminé | Éliminé |
| Ioannis Santorinaios | 100 kilomètres | Non courues | Non courues | Abandon      | Abandon      | Éliminé | Éliminé |

### Tir
| Athlète | Compétition                            | Finale | Finale                              |
| Athlète | Compétition                            | Points | Rang                                |
| --- | -------------------------------------- | ------ | ----------------------------------- |
| Alexandros Theofilakis | 1000y rifle libre                      | 30     | 45e                                 |
| Ioannis Theofilakis Matthias Triantafyllidis Alexandros Theofilakis Georgios Orphanidis Defkalion Rediadis Frangiskos Maurommatis                   | 300m rifle libre par équipes           | 3789   | 9e                                  |
| Ioannis Theofilakis Ioannis Theofilakis Frangiskos Maurommatis Alexandros Theofilakis Georgios Orphanidis Matthias Triantafilladis Deukal. Rediadis | Rifle militaire par équipes            | 1999   | 7e                                  |
| Georgios Orphanidis | 50m rifle couché (60 coups)            | 357    | 15e                                 |
| Frangiskos Maurommatis | 50m pistolet 60 coups                  | 419    | 25e                                 |
| Alexandros Theofilakis | 50m pistolet 60 coups                  | 409    | 26e                                 |
| Ioannis Theofilakis | 50m pistolet 60 coups                  | 406    | 29e                                 |
| Deukal. Rediadis | 50m pistolet 60 coups                  | 397    | 32e                                 |
| Frangiskos Maurommatis Alexandros Theofilakis Ioannis Theofilakis Georgios Orphanidis                                                               | 50y pistolet d'ordonnance, par équipes | 1576   | 7e                                  |
| Anastasios Metaxas | Fosse olympique (125 cibles)           | 57     | Médaille de bronze, Jeux olympiques |